# Fugls føde
Fugls føde er en roman af forfatter Peter Seeberg. Den udkom første gang i Danmark i 1957 på forlaget Arena. Fugls Føde er Peter Seebergs anden udgivelse, og kredser om eksistentielle problemstillinger, som Seeberg er kendt for at gøre i mange af sine bøger, og som han er inspireret af gennem Jean-Paul Sartre og Albert Camus. Indflydelsen fra Nietzsche er også tydelig i bogen.
Bogen handler om en forfatter ved navn Tom, som har skriveblokering, og hans kone Etna, der bor i et gammelt, ufærdigt hus. Da Tom ikke rigtig foretager sig noget, har de ikke særlig mange penge. Derfor liver det op i Tom da han får tilbudt 10.000 kr. af sin ven Hiffs, for at skrive "noget virkeligt". Novellen udfolder sig derefter som Toms filosofiske overvejelser over hvordan han kan skrive noget der er oprigtigt og sandt. Tom er, som navnet angiver, en mand uden rygrad, og formår ikke at forbedre sit liv selvom han får chancen.

## Anmeldelser
| Citat       | Så godt skriver ingen anden ung digter prosa i dag. | Citat |
| Jens Kruuse |                                                     |       |

| Citat           | En hensynsløs ærlighed lagt i hænderne på et stort, et usædvanligt talent (...) en meget spændende roman med en grafisk intensitet og en poetisk skønhed af hidtil ukendt styrke i ung dansk prosakunst. | Citat |
| Thorkild Hansen | |       |